# Rolf Dieter Brinkmann
Rolf Dieter Brinkmann (Vechta, 16 aprile 1940 – Londra, 23 aprile 1975) è stato uno scrittore, poeta, traduttore e artista tedesco.

## Biografia
Pubblicò le prime poesie alla fine degli anni '50 e il primo lavoro in prosa nel 1962. Influenzato della beat generation, dal nouveau roman, dalla pop art e dalla letteratura underground americana, fu anche un precursore della Neue Subjektivität e del postmodernismo.
Emerse alla fine degli anni '60 come traduttore, proponendo una sua versione dei Lunch poems di Frank O'Hara e curando due antologie poetiche, ACID e Silver Screen, dove le poesie erano intervallate da provocatori e spesso pornografici collage di immagini, in una struttura apparentemente caotica ma che rifletteva i suoi percorsi interiori e che lui definiva "collage della follia di ogni giorno". La sua operazione tentava inoltre di fondere cultura alta e bassa per creare una nuova forma d'arte, più vicina al reale.
Prima di essere riscoperte negli anni '80 e di essere considerate pioneristiche e seminali, le sue opere furono attaccate sia da destra che da sinistra, la critica oscillò tra l'ignorarle e il definirle sovversive, e Brinkmann fu anche denunciato per pornografia. Morì tragicamente a 35 anni, falciato da un pirata della strada dopo avere declamato alcune sue poesie al Festival della Poesia di Cambridge; una delle sue opere maggiori, la raccolta Roma. Sguardi ("Rom, Blicke"), ispirata dalla sua permanenza come borsista all'Accademia Tedesca di Villa Massimo, fu pubblicata postuma del 1979.